# Freud Marx Engels & Jung
Freud Marx Engels & Jung, abgekürzt FMEJ, war eine finnische Rock- und Countryband, die von 1984 bis 2017 bestand. Die einzigen ständigen Mitglieder waren der Sänger Pekka Myllykoski und der Gitarrist Arto Pajukallio.

## Bandgeschichte
Freud Marx Engels & Jung wurde 1984 in Seinäjoki gegründet. Der Sänger Pekka „Freak Out“ Myllykoski und der Gitarrist Arto „Pilli“ Pajukallio trafen beim Provinssirock-Festival aufeinander und riefen die Band ins Leben. Die beiden blieben auch bis zuletzt die Köpfe der Band, bei den übrigen Mitgliedern gab es häufig Wechsel, meist waren die Mitglieder von Freud Marx Engels & Jung zu fünft mit zwei Gitarren, Bassgitarre und Schlagzeug als Instrumente. Die weiteren drei Gründungsmitglieder waren Ari Väänänen, Mikko Saarela und Heikki Hynynen, die aber nach wenigen Jahren die Band wieder verlassen hatten. Weitere langjährige Mitglieder waren unter anderem Bassist Jussi Kinnunen, der auch in Bands wie Wigwam und Los Bastardos Finlandeses spielte, Schlagzeuger Juha Sivonen und Gitarrist Pekka Virtanen, der auch bei den Leningrad Cowboys und den Sleepy Sleepers aktiv war.
Die bevorzugte Musikrichtung der Band war Country, insbesondere hatten die Musiker sich zum Ziel gesetzt, Outlaw-Country in Finnland und auf Finnisch zu verbreiten. Im Lauf der Zeit adaptierten sie aber auch andere Musikrichtungen und entwickelten sich weiter. Sie coverten zahlreiche Songs und übersetzten sie aus dem Englischen, zum Beispiel von Johnny Cash, Hank Williams und Don Williams, aber auch von Bob Dylan, den Rolling Stones und Black Sabbath. Der Bandname war zwar eine Anspielung auf Sigmund Freud, Karl Marx, Friedrich Engels und Carl Gustav Jung, eine politische oder gesellschaftskritische Botschaft war damit aber nicht verbunden. Vielmehr ging es in vielen Songs um Alkohol und Trinken. Allerdings spielten Alkoholprobleme auch eine Rolle in der Bandgeschichte und führten unter anderem zu einer längeren Auszeit.
1985 absolvierten Freud Marx Engels & Jung ihre ersten Auftritte und 1986 erschien ihr erstes Album Rintaan pistää, sukat haisee, enkä pidä Jeesuksesta. Bis 1993 folgten weiter regelmäßig Alben, dann nahm sich die Band von 1994 bis 1998 eine Auszeit, um danach wieder unverändert zusammenzukommen. Danach wurden die Veröffentlichungen seltener. 2005 erschien das letzte Studioalbum Amerikkalaisia unelmia zusammen mit dem Rockmusiker Kari Peitsamo. Etwa 100.000 Alben verkaufte die Band in ihrer Karriere. Vor allem als Liveband blieben Freud Marx Engels & Jung weiter bestehen und feierten 2014 ihr 30-jähriges Bestehen, insgesamt brachten sie es auf über 1000 Auftritte. Schon zu dieser Zeit wurde die Krebserkrankung von Sänger Pekka Myllykoski bekannt. Er starb am 22. April 2017 mit 57 Jahren, woraufhin die Band ihre Auflösung bekanntgab. Myllykoski war auch der Textschreiber der Band und von 1993 bis 2004 Grünen-Abgeordneter im Stadtrat von Helsinki gewesen.

## Diskografie

### Alben
Studio- und Livealben
- Rintaan pistää, sukat haisee, enkä pidä Jeesuksesta (1986)
- Paljaat Uneksijat (mit Tuomari Nurmio und Hävykkäät, 1987)
- Siunattu hulluus (1987)
- Takamehtien mekatähtiä (1988)
- Jokainen hakee juomansa itse (1989)
- Aina ja iankaiken (1990)
- Huomenna päivä on uus (1992)
- Anjovissalaattia (1993)
- Hittihökkeli (1999)
- Paikkoi ja pleisei (2002)
- Sattuipa hassusti matkalla Forumiin ... (live, 2004)
- Amerikkalaisia unelmia (mit Kari Peitsamo, 2005)

Kompilationen
- Koottuja teoksia (1993)
- Jäähyväiset laseille (1994)
- Lauluja rakastamisen vaikeudesta (1995 / 1999)
- Helmet, hitit ja hutit (1998)
- Helmet, hitit ja hutit II (2015)

### Singles
- Särkynytsydämiset (Viekää minut baariin) / Buuri Johannesburgista (1986)
- Teksasiin / Iloinen poika ja iloinen tyttö (1986)
- Vanha kaljapummi / Kossu on mun kuski (1986)
- Kylmä sää / Töölööseen (1987)
- Ei ei laulu / Sunnuntaiaamun kadut (1987)
- Drai votkaa / Viski & naiset (1987)
- Danny show / Tänä yönä pullo petti mun (1988)
- Dracula ja pyhä Nicolae / Pohjanmaan kautta (1988)
- Tursaan puutarhassa / Nattasia kattomassa eli pekuulijenkka twist (1989)
- Kolme ja lisänumero / Hänen rakkautensa (1989)
- Kaikki tarvii jonkun / Emaliämpäri (1990)
- Aina ja iankaiken, amen / Tili meni (1990)
- Jaloviinaa / Hra tampuurimies (1990)
- Juomalaulu / Itäbalttilaisnaiset (1991)
- Huomenna päivä on uus / Jokerit ! / Marihuana (1991)
- Pappi, talonpoika, piru ja mustalainen / Jäät kaipaamaan (1992)
- Lintumies / Osasto 440 (1992)
- Metsänpoika / Televisio (1993)
- Raha / Torstai (1994)
- Kari, Tapio ja mä / Laivakoira Mopsi / Mua älä hylkää (1998)
- A & o (Aw-ow-oow-wee) / Honkkitonkki ränttätänttä (1998)
- Särkynytsydämiset / Mystinen metsätyömies (1999)
- A-V-I-O-E-R-O / Viileää viiniä (ja lämmin kesäyö) (1999)
- Paha Mari / Paha Mari Dj Mix (2001)
- Just niin mä tulin Turkuun / Elvis / Autolla Amerikkaan (2002)
- Meidän rumien rakkauslaulu (2008)
- Delfiini (aavan meren tällä puolen) (2015)